# Mansa luzonensis
Mansa luzonensis är en stekelart som beskrevs av Joseph Augustine Cushman 1922. Mansa luzonensis ingår i släktet Mansa och familjen brokparasitsteklar. Inga underarter finns listade i Catalogue of Life.